# Gérard van Spaendonck
Gérard (ou Gerrit ou Gerardus) van Spaendonck (Tilburg, 22 de março de 1746 – Paris, 11 de maio de 1822) foi um pintor, gravador de origem holandesa residente na França, especialista na pintura de flores.

## Carreira
Gerard van Spaendonck pintou com óleo e aquarela. Ele contribuiu com mais de cinquenta obras para Les Vélins du Roi, uma famosa coleção de aquarelas botânicas pertencente à realeza francesa. De 1799 a 1801, ele publicou vinte e quatro placas de Fleurs Dessinees d'apres Nature (Flores Desenhadas da Vida), que eram gravuras de alta qualidade para estudantes de pintura floral. Hoje, Fleurs Dessinées d'après Nature de Spaendonck é um livro altamente apreciado sobre arte floral.
Em 1788 foi nomeado conselheiro da Académie des Beaux-Arts e em 1795 tornou-se membro fundador do Institut de France. Em 1804 recebeu a Légion d'honneur e logo depois foi enobrecido por Napoleão Bonaparte.

## Galeria

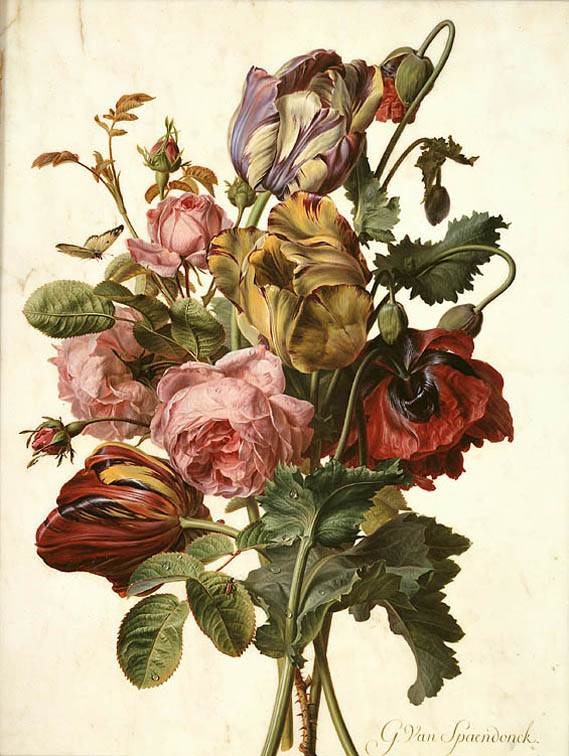
Buquê de tulipas, rosas e uma papoula de ópio, com uma borboleta amarela pálida nublada, um besouro vermelho longhorn e uma joaninha de sete pintas.
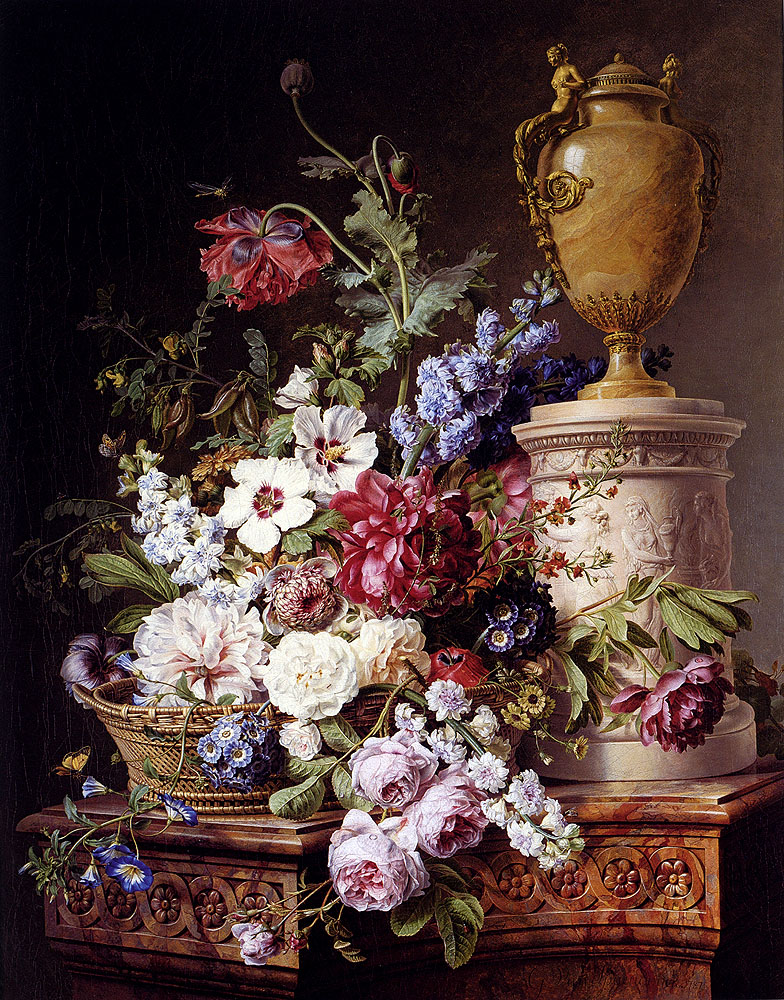
Natureza morta de flores em uma cesta com duas borboletas, uma libélula, uma mosca e um besouro perto de uma urna de alabastro em um pedestal de mármore.
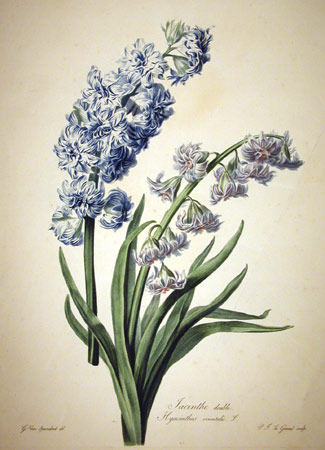
Jacinto dupla.
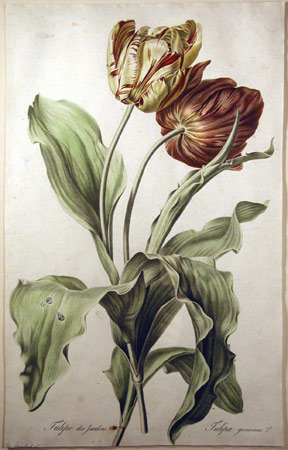
Tulipe des jardins.